# TNIK阻害薬
TNIK阻害薬（TNIKそがいやく）とは、リン酸化酵素の一つであるTNIKを阻害する医薬品群である。
結腸直腸癌の大多数 (>90%) でWnt/β-cataninシグナル伝達が活性化されて癌化が開始される。TNIKはWntシグナル経路の最下流に位置し、大腸癌細胞の活性化・増殖維持に必須であるので、TNIKを阻害することで大腸癌の進行を阻止できる可能性がある。
大腸癌幹細胞は極めて高い増殖能力を持ち、細胞1個から腫瘍塊を形成することができる。大腸癌のほとんどでWntシグナルが恒常的に活性化されており、これにより癌幹細胞が生成されるので、TNIKを阻害するとWntシグナルが停止し、大腸癌を抑制可能となる。

## 例

NCB-0846の構造式

NCB-0846は、TNIK阻害薬であり、がん幹細胞阻害活性を有する。NCB--0846はATM/Chk2 DNA損傷応答シグナル経路の活性化を介し、細胞周期をG2期で停止させ、アポトーシスを誘導する。しかしNCB--0846は催吐作用を有するので、代替となる新たな化合物が探索されている。

## 参考資料
1. 1 2  “TNIKの阻害は大腸がん幹細胞を抑制する | おすすめのコンテンツ | Nature Communications | Nature Portfolio”. www.natureasia.com. 2021年5月30日閲覧。
2. 1 2  Masuda, Mari; Sawa, Masaaki; Yamada, Tesshi (2015-12). “Therapeutic targets in the Wnt signaling pathway: Feasibility of targeting TNIK in colorectal cancer” (英語). Pharmacology & Therapeutics 156:  1-9. doi:10.1016/j.pharmthera.2015.10.009.
3. 1 2  増田万里「TNIK 阻害剤のapoptosis 誘導機序の解明」『日本臨床プロテオゲノミクス研究会要旨集』第15回日本臨床プロテオゲノミクス研究会セッションID: 2、日本臨床プロテオゲノミクス研究会、2019年、10頁、CRID 1390564238091499264、doi:10.14905/jscpp.2019.0_10、ISSN 2434-2998、NAID 130007651882。
4. ↑  Shitashige, Miki; Satow, Reiko; Jigami, Takafumi; Aoki, Kazunori; Honda, Kazufumi; Shibata, Tatsuhiro; Ono, Masaya; Hirohashi, Setsuo et al. (2010-06-15). “Traf2- and Nck-Interacting Kinase Is Essential for Wnt Signaling and Colorectal Cancer Growth” (英語). Cancer Research 70 (12):  5024-5033. doi:10.1158/0008-5472.CAN-10-0306. ISSN 0008-5472.
5. ↑  “大腸がん幹細胞を抑制する新規化合物を創出｜国立がん研究センター”. www.ncc.go.jp. 2021年5月30日閲覧。
6. ↑  “大腸癌幹細胞を抑制する化合物（リン酸化酵素TNIK阻害剤）の前臨床試験進む”. crisp_bio. 2021年5月30日閲覧。
7. ↑  Masuda, Mari; Uno, Yuko; Ohbayashi, Naomi; Ohata, Hirokazu; Mimata, Ayako; Kukimoto-Niino, Mutsuko; Moriyama, Hideki; Kashimoto, Shigeki et al. (2016-08-26). “TNIK inhibition abrogates colorectal cancer stemness” (英語). Nature Communications 7 (1):  12586. doi:10.1038/ncomms12586. ISSN 2041-1723.
8. ↑  “TNIK阻害による骨肉腫新規治療薬の探索，分化転換誘導の機序解明”.   国立情報学研究所. 2021年5月30日閲覧。